# 黑岗乡
黑岗乡，是中华人民共和国黑龙江省齐齐哈尔市龍江縣下辖的一个乡镇级行政单位。

## 行政区划
黑岗乡下辖以下地区：
黑岗村、索伯台村、后兴山村、三家子村和靠山村。